# Дальхайм

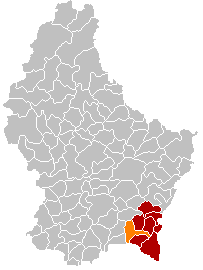
Оранжевый цвет — коммуна Дальхайм, красный — кантон Ремих.

Дальхайм (люкс. Duelem, фр. Dalheim) — коммуна в Люксембурге, располагается в округе Гревенмахер. Коммуна Дальхайм является частью кантона Ремих. В коммуне находится одноимённый населённый пункт.
Население составляет 1954 человек (на 2008 год), в коммуне располагаются 699 домашних хозяйств. Занимает площадь 18,98 км² (по занимаемой площади 62 место из 116 коммун). Наивысшая точка коммуны над уровнем моря составляет 368 м. (86 место из 116 коммун), наименьшая 167 м. (15 место из 116 коммун).